# هاراجوکو

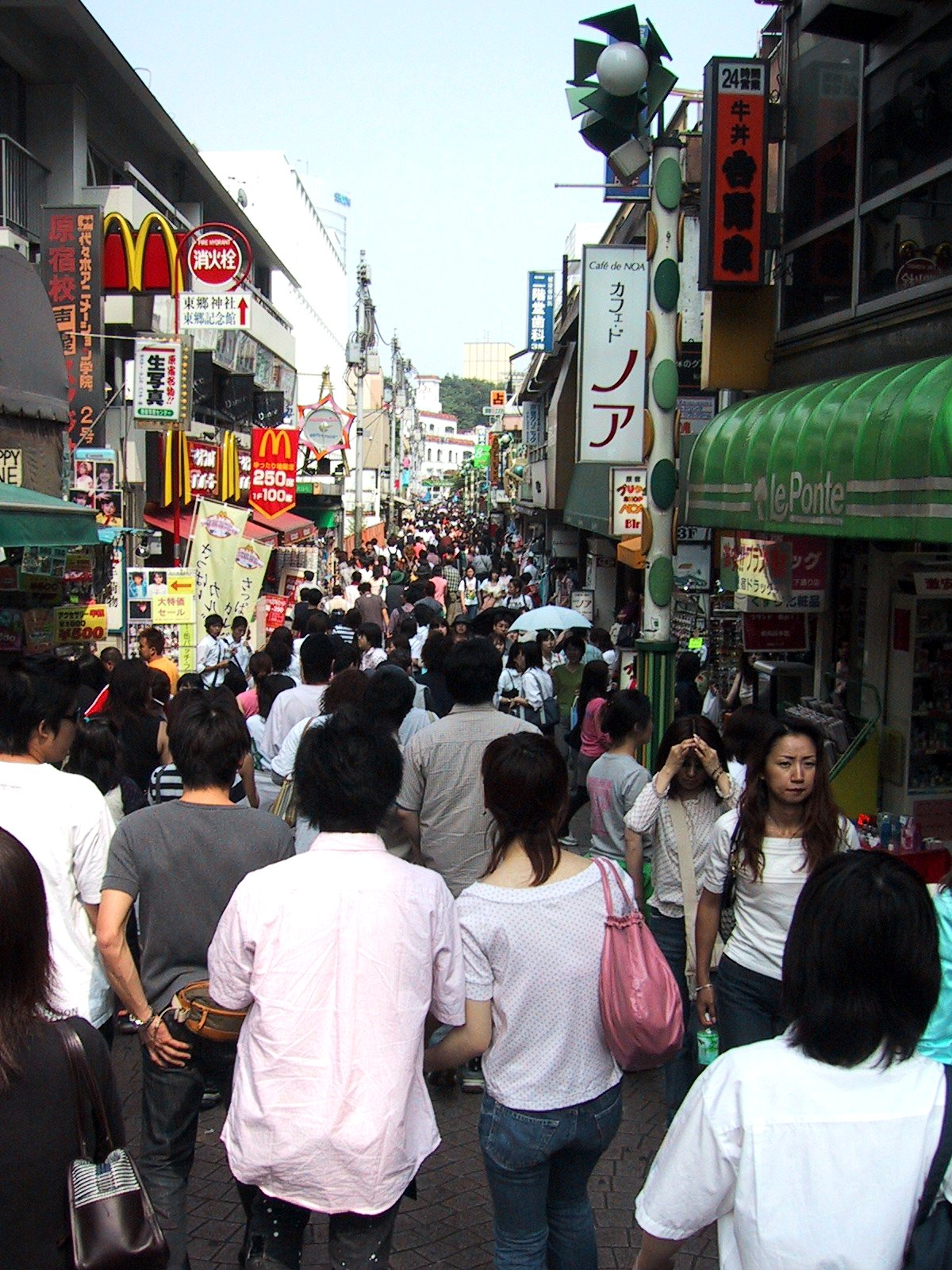
خیابان تاکه‌شیتا در هاراجوکو

هاراجوکو (به ژاپنی: 原宿 Harajuku) در منطقهٔ شیبویا در توکیو پایتخت ژاپن واقع شده است. معبد میجی، پارک یویوگی، خیابان تاکه‌شیتا، مرکز خرید رافورت-هاراجوکو (به ژاپنی: ラフォーレ原宿, Rafōre Harajuku)، استادیوم ملی یویوگی در مجاورت هاراجوکو قرار دارند و همین امر این منطقه را محبوب جوانان کرده است.

## دسترسی
- ■ خط جی آر، خط یامانوته، ایستگاه هاراجوکو
- متروی توکیو، خط چیودا، ایستگاه میجی گایئن مائه
- متروی توکیو، خط فوکوتوشین، ایستگاه میجی گایئن مائه
- متروی توکیو، خط گینزا، ایستگاه اوموته‌ساندو
- متروی توکیو، خط هانزومون، ایستگاه اوموته‌ساندو

## نگارخانه

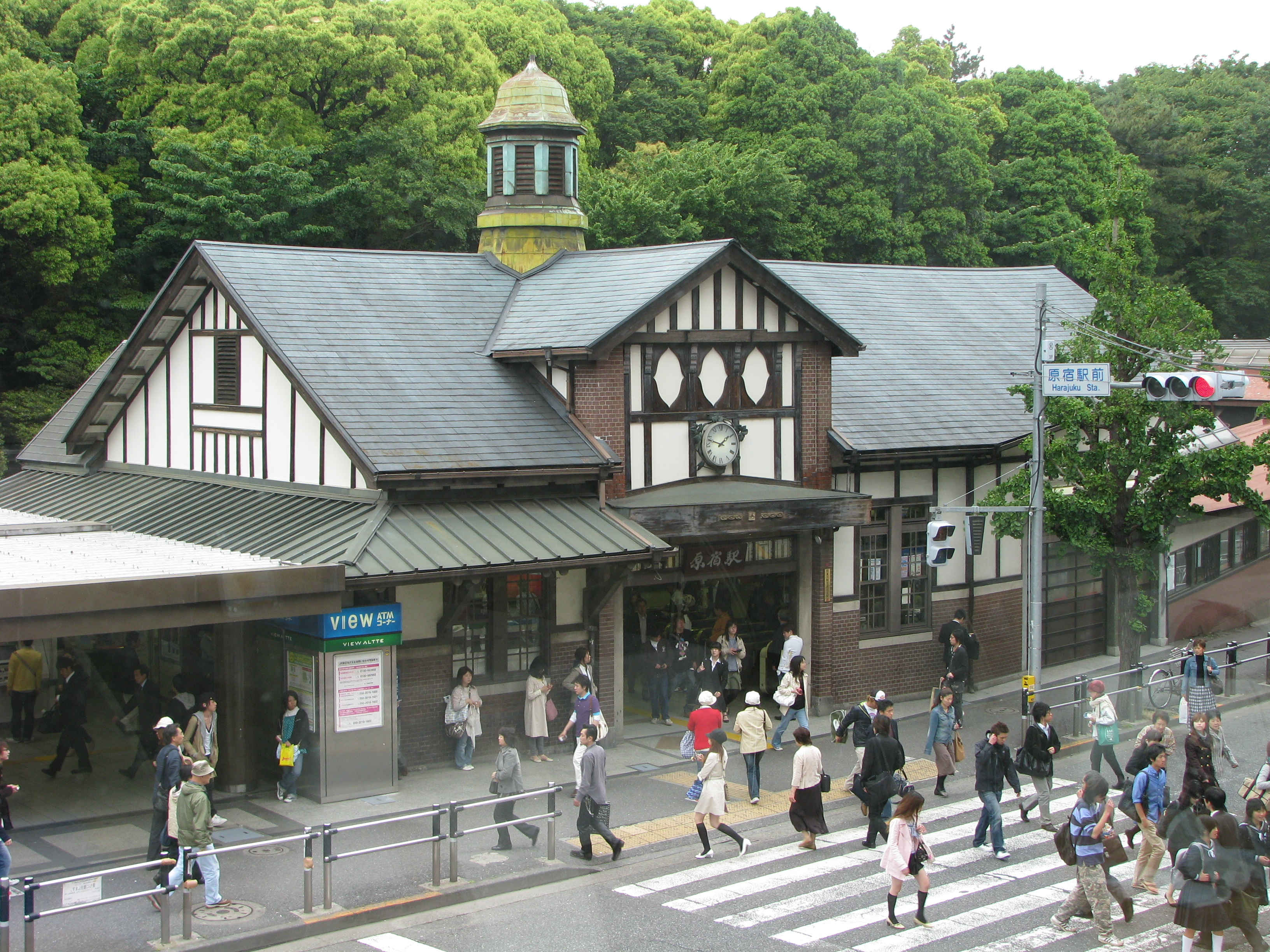
ایستگاه هاراجوکو
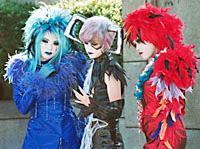
هاراجوکو